# مسجد الشرطة (الشيخ زايد)
مسجد الشرطة بالشيخ زايد هو أحد مساجد محافظة الجيزة الشهيرة, ويقع بمدينة الشيخ زايد بالقرب من محور 26 يوليو. وافتتحه اللواء محمد إبراهيم وزير الداخلية الأسبق في 20 يناير 2012 بحضور الإمام الأكبر الدكتور أحمد الطيب شيخ الأزهر، والدكتور على جمعة مفتى الجمهورية وعدد من علماء الأزهر والأوقاف. أنشئ المسجد على غرار مسجد الشرطة بالدراسة، ويتكون من مصلى كبير للرجال وآخر للسيدات، بالإضافة إلى 5 قاعات للمناسبات وعقد القران ملحقة بالمسجد. اقترن اسم المسجد بعزاء وجنازات الشخصيات الشهيرة في مصر.